# Fissura orbitalis superior
De fissura orbitalis superior of bovenste oogkasspleet is een doorgang tussen de bovenkaak en de ala major van het wiggenbeen, waardoor een groot aantal structuren de oogkas binnentreden. Die structuren zijn motorische zenuwen en een ader. 

## De structuren die door deze holte lopen
- een aantal vertakkingen van de oogtak van de vijfde hersenzenuw, namelijk de nervus lacrimalis, nervus frontalis en nervus nasiciliaris;
- de nervus oculomotorius - de oogbewegingszenuw die diverse spieren aanstuurt waarmee de oogbol beweegt, maar ook de pupilreflex regelt;
- de nervus trochlearis - een zenuw die de oogspieren aanstuurt waarmee men "op zijn neus kan kijken";
- de nervus abducens - een zenuw die oogspieren voor het opzij kijken aanstuurt;
- de vena ophthalmica superior - een ader.

## Nabije holtes
De fissura orbitalis superior wordt naar beneden voortgezet als de fissura orbitalis inferior, die een verbinding vormt tussen de oogkas en de fossa pterygopalatina.
Vlak boven de fossa orbitalis superior bevindt zich de canalis opticus, waardoor nog enkele structuren de oogkas betreden. Dit zijn de oogzenuw en de arteria ophthalmica, een slagader.